# Бонилья, Байрон
Байрон Бонилья Мартинес (исп. Byron Bonilla Martínez; 30 августа 1993, Гранада, Никарагуа) — никарагуанский футболист.

## Карьера
Уже в девять лет Бонилья вместе со своими родителями переехали со своей родины в Коста-Рику. Футболом юноша стал заниматься только в 16 лет. Он пытался играть в различных коста-риканских командах низших лиг. В 2016 году он заключил контракт к клубом второго дивизиона "Спортинг" (Сан-Хосе). Довольно быстро Бонилья стал его ведущим игроком. В 2019 году он на правах аренды перешел в команду местной Примеры "Мунисипаль" (Гресия). В 17 играх за нее он забил один гол. Уже в мае того же года Бонилья отправился в двухгодичную аренду в один из сильнейших коста-риканских клубов страны "Депортиво Саприсса".

## Сборная
За Никарагуа Байрон Бонилья дебютировал в декабре 2016 года в товарищеском матче против Тринидада и Тобаго (1:3). В 2019 году хавбек входил в состав национальной команды а Золотом кубке КОНКАКАФ.